# سای۷ ارابه‌ران
سای۷ ارابه‌ران یک ستاره است که در صورت فلکی ارابه‌ران قرار دارد.